# 长沙铜官窑遗址
长沙铜官窑，又称长沙窑，唐五代时期南方民窑，出产青瓷，同时运用多种装饰技法，品类繁多。长沙窑窑址坐落在湖南省长沙市望城区丁字湾街道内，因为最初发现地在铜官镇瓦渣坪，又称铜官窑、望成窑、瓦渣坪窑，与后世官窑并无联系。该窑已被废弃千年，也未见相关文字记录。根据遗址地层推断，窑场创烧于中唐，晚唐、五代为其极盛期，其后衰落。考古发掘出土大量釉下彩器物，系此前未见之工艺，被视为釉下彩装饰的源头，对宋彩绘瓷的发展有重要影响，在中国陶瓷史上具有重要的地位。1988年，国务院公布其为第三批全国重点文物保护单位之一。2010年，长沙铜官窑国家考古遗址公园获国家文物局首批国家考古遗址公园立项，于2012年正式开园。

## 概况
遗址坐落在湖南省东北部的长沙市望城区铜官镇和丁字湾街道一带，沿湘江东岸分布，分铜官镇和石渚湖两大窑区。历史上长沙窑并未见于任何史书的记载，但据研究，它应从岳州窑发展而来，始于唐初，兴盛于中晚唐，而衰落五代末期至宋朝初期。它是一处民间的瓷窑，早期以烧制碗、盆、壶、罐等生活器具为主，后来也兼烧镇纸、砚台等文房用品和动物造型的玩具。其制品主要流行于长江中下游地区，也有不少出口，远销至日本、朝鲜、暹罗、南洋甚至西亚、非洲等地。
长沙窑早已废弃达千年之久，目前仅存遗址，面积约100万平方米。已发掘了19处瓷窑，最大的达万余平方米。不少遗址内瓷器碎片堆积如山（自古瓦渣坪的地名由此而来），最厚的达4米之多。其中较典型的是陈家坪窑，它是一座龙窑，依山而建，窑床为斜坡式，长34米，宽4米，坡度约20度。其火膛、火门和风道、烟道等均为砖砌，窑底部有多层烧结面，窑内还残存一些窑具。
长沙窑附近曾有着丰富的瓷土，部分采矿洞坑留存至今。现在古窑周边的制陶业依旧比较发达，部分小型作坊还在使用传统的工艺进行生产。

## 工艺特点

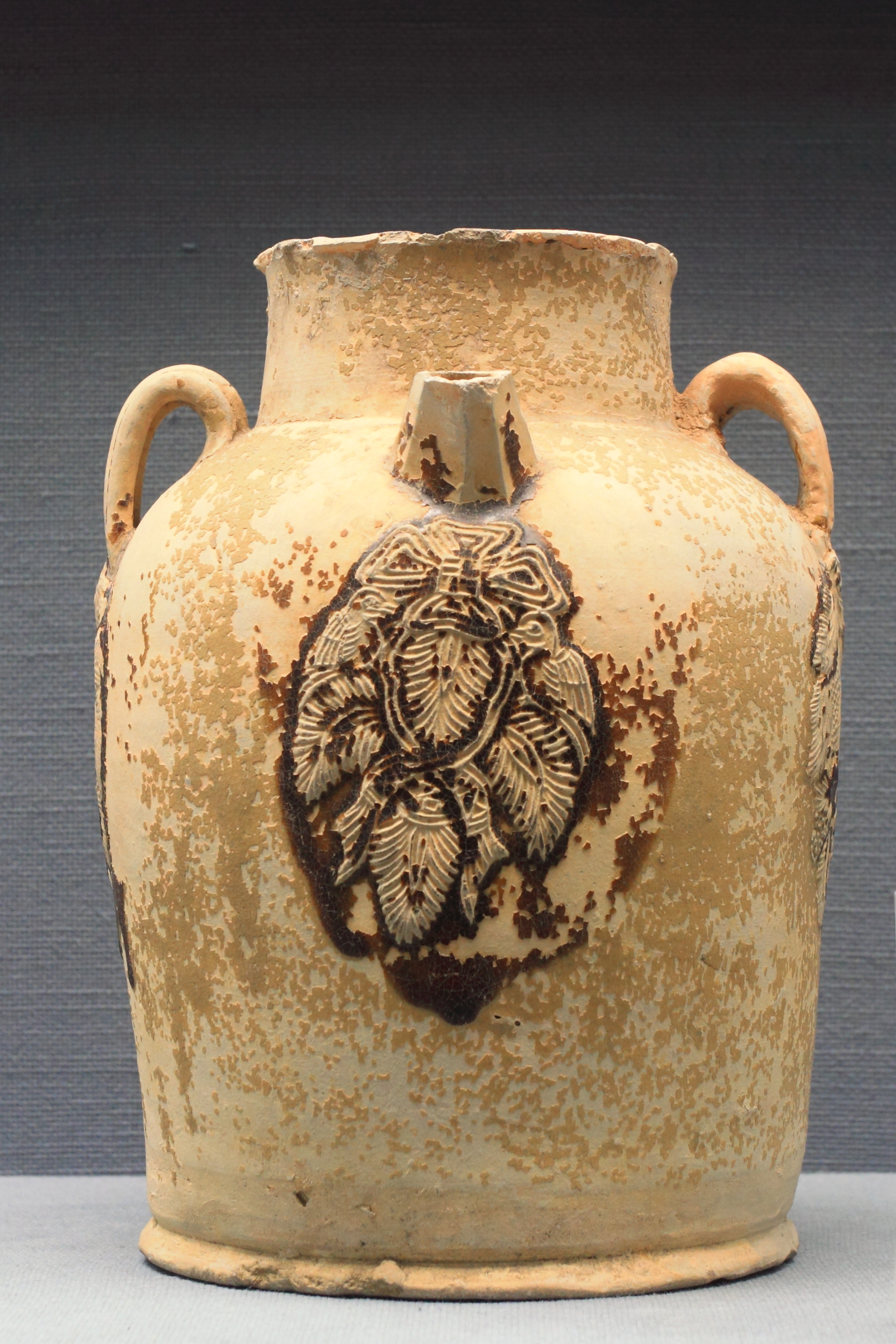
长沙窑釉下褐彩葡萄纹三耳棱口壶，唐，揭西县出土，广东省博物馆藏

长沙窑是在1957年被发现的，经过多次考古发掘，已出土了大量瓷器碎片。从这些器物来看，长沙窑瓷器的胎质多为灰白色，釉色以青、绿、蓝、酱、黄等色为主，釉层较厚。它们的造型美观别致，样式新颖多变，尤其是瓷塑的动物玩具更是生动活泼、栩栩如生。而将文字和绘画用于纹饰，也是它的一大特色。文字有民歌、诗文、谚语等，书写在器物明处。绘画有山水、人物、花鸟等题材，图案清新自然，颇具生活情趣。
长沙窑主要有釉下彩、模印贴花、贴花、刻划花、印花、镂空和雕塑等装饰技法，其中以釉下彩最具特色。唐朝以前的瓷器多为青瓷单色釉。而自唐朝以后，人们开始使用釉下彩技法，就是将铁、铜等呈色剂掺入颜料，用毛笔在未烧制的瓷器上上绘饰图案，然后再覆盖上一层釉并焙烧，使色彩从釉下呈现，大大提升了美观度。这种技法是陶瓷制作和装饰技法上的一次重大进步，在中国陶瓷史上具有重要的意义。但在长沙窑发现以前，人们只能找到最早为宋朝生产的此类瓷器。而长沙窑出土的一些釉下彩瓷器都有铭文标示“元和三年”（808年）、“开成三年”（838年）、“大中九年”（855年）等纪年，因此可将釉下彩出现的最晚年代前推至唐。同时根据唐代关于湘瓷的一些文章诗句，并结合考古的地层关系，这里也被基本认定为就是釉下彩的发源地。

## 岳州窑
岳州窑与长沙铜官窑所处地域相近、部分时段的部分瓷器产品特征相近。有学者认为两者各自独立又互相联系，也有学者认为是同一窑口的时间地点不同的发展阶段。